# Kościół Świętego Krzyża w Dreźnie
Kościół św. Krzyża w Dreźnie (niem. Kreuzkirche) – ewangelicki kościół w Dreźnie. Największy budynek kościelny w Saksonii

## Historia

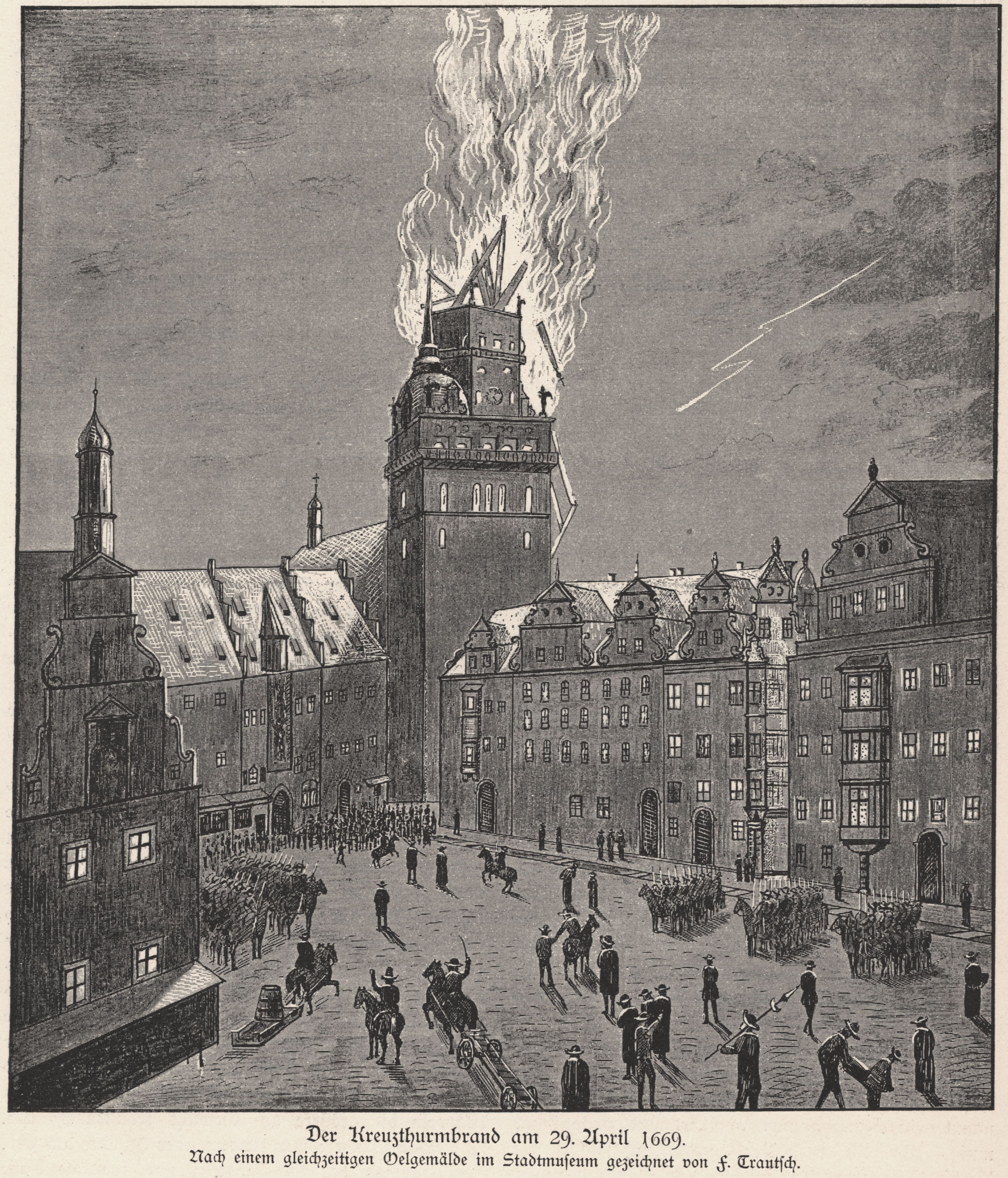
Pożar kościoła wywołany piorunem 29 kwietnia 1669 r

Historia kościoła sięga roku 1215. Wówczas w samym centrum Starego Miasta wzniesiono bazylikę pw. Św. Mikołaja. Obecną nazwę kościół otrzymał dopiero w 1388 roku, co związane było z darem margrabiego Henryka, który w 1234 ofiarował kościołowi cenną relikwię, fragment Krzyża Chrystusa.

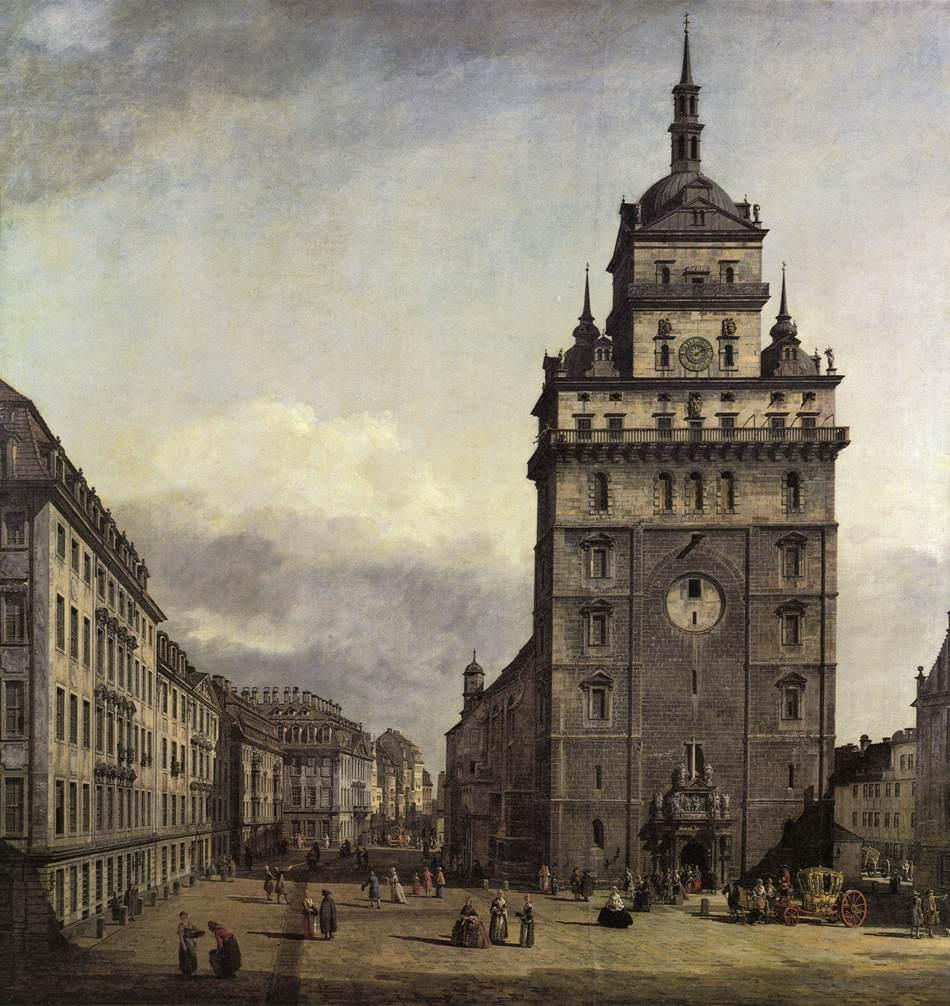
Stary Kościół Krzyża, obraz Bernarda Bellotto, zwany Canaletto, ok. 1750

Historia nie oszczędzała świątyni, już w 1491 roku ówczesna bazylika została doszczętnie strawiona przez pożar, a na jej miejscu wybudowano gotycki kościół halowy. W okresie reformacji, w roku 1539, odbyło się tutaj pierwsze luterańskie nabożeństwo i odtąd Kościół św. Krzyża został uznany za główny kościół protestancki Drezna. Kilkadziesiąt lat później, w roku 1584, dobudowano wieżę w stylu renesansowym, która około 100 lat później została zniszczona w czasie pożaru miasta i równie prędko odbudowana. Jej ówczesny kształt znany jest z obrazów Canaletta (1751). Okres wojny siedmioletniej przyniósł kolejne zniszczenia, kościół w roku 1760 doznał poważnych obrażeń w wyniku pożaru podczas oblężenia przez Prusaków. Odnowiony w stylu późnego baroku i klasycyzmu w 1792 przetrwał w swym zewnętrznym kształcie do naszych czasów. Kolejny pożar w 1897 całkowicie zniszczył nawy, których odbudowę ukończono w trzy lata później w stylu Art Nouveau.
Podczas II wojny światowej, w wyniku bombardowań w 1945 roku, podobnie jak większość zabytków miasta,  kościół został poważnie zniszczony, dopiero 10 lat później odbudowany i ponownie otwarty. Z uwagi na brak funduszy, odbudowa skupiła się głównie na wyglądzie zewnętrznym, wnętrze natomiast wyposażono prowizorycznie. Z biegiem lat prostota wystroju została doceniona i uznana za wartą pozostawienia na stałe. W głównym wejściu do kościoła św. Krzyża znajdują się pozdrowienia pokoju w 13 językach.
Obecna wieża kościelna ma 94 m wysokości. Z niej pada światło na jasne kamienie, ukazujące ogrom szkód powstałych po wspomnianym bombardowaniu w 1945 r.
Zwiedzając Kościół warto pokonać 256 stopni i z wysokości 54 metrów podziwiać wspaniałą panoramę Drezna i okolicy. Na wieży znajduje się zegar z 1957 roku, którego tarcza ma średnicę 3 metrów.
Obecne organy zostały wykonane przez firmę Gebrüder Jehmlich w 1963 roku. Ostatni remont wykonany był w 2005 roku przez firmę Jehmlich, a w 2008 roku zespół manuału III został rozbudowany przez tę samą firmę. Stół gry wbudowany centralnie w szafę organową.

## Dzwony

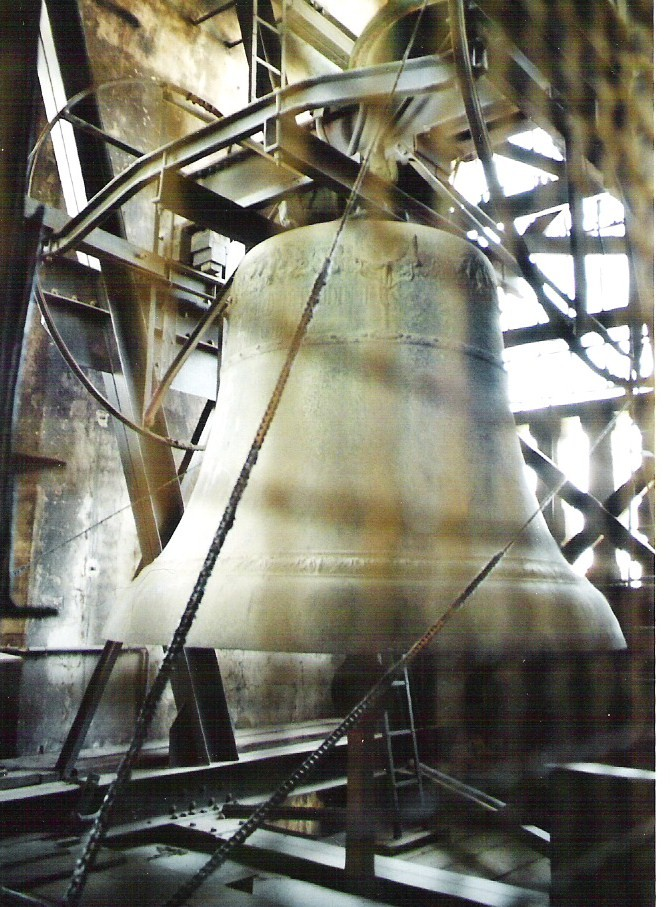
Dzwon 2

Wejście na taras widokowy prowadzi bezpośrednio obok trzypiętrowej stalowej dzwonnicy w wieży, na której wisi łącznie pięć dzwonów. Na najwyższej kondygnacji dzwonnicy zawieszony jest największy dzwon, Kreuzglocke, którego żebro wzorowane jest na słynnym dzwonie Gloriosa z katedry w Erfurcie.
Na każdym z dwóch niższych pięter znajdują się dwa dzwony. Cały zestaw jest jednym z najważniejszych dzieł ludwisarskiej rodziny Schillingów z Apoldy i jest jednym z najcięższych zestawów dzwonowych w Niemczech. Zastąpił on dzwony zniszczone w pożarze w 1897 roku i przetrwał obie wojny światowej.
Uroczyste poświęcenie dzwonów odbyło się 6 marca 1900 roku na drezdeńskim rynku i uruchomione na okres próbny od 23 do 26 marca. W czasie I wojny światowej dzwony z brązu przeznaczono na donację metali i sklasyfikowano je jako grupę C. W 1918 roku zdegradowano je jednak do grupy B1 i pozostały nienaruszone. Podczas II wojny światowej dzwony początkowo klasyfikowano w grupie C. Dzwony mają dużą wartość zabytkową ze względu na dekorację w stylu secesyjnym (zaprojektowaną przez radnych budowlanych Schillinga i Graebnera z Drezna).
W okresie od marca 2009 do czerwca 2011 dzwony nie mogły być używane ze względu na remont dzwonnicy. Po zakończeniu renowacji dzwony zabrzmiały ponownie z okazji XXXIII Kongresu Kościoła Protestanckiego.
| Nr. | Imię             | Waga (kg)  | Ton uderzeniowy) | Średnica | Rok odlania | Odlewnia                |
| --- | ---------------- | ---------- | ---------------- | -------- | ----------- | ----------------------- |
| 1   | Kreuzglocke      | 11.511 kg0 | e0 +6            | 258,9 cm | 1899        | Franz Schilling, Apolda |
| 2   | Bußglocke        | 6.825 kg   | g0 +12           | 215,5 cm | 1899        | Franz Schilling, Apolda |
| 3   | Abendmahlsglocke | 4.929 kg   | ais0 +3          | 191 cm   | 1899        | Franz Schilling, Apolda |
| 4   | Betglocke        | 3.251 kg   | h0 +6            | 169 cm   | 1899        | Franz Schilling, Apolda |
| 5   | Taufglocke       | 1.947 kg   | d1 +5            | 141,2 cm | 1899        | Franz Schilling, Apolda |

## Galeria

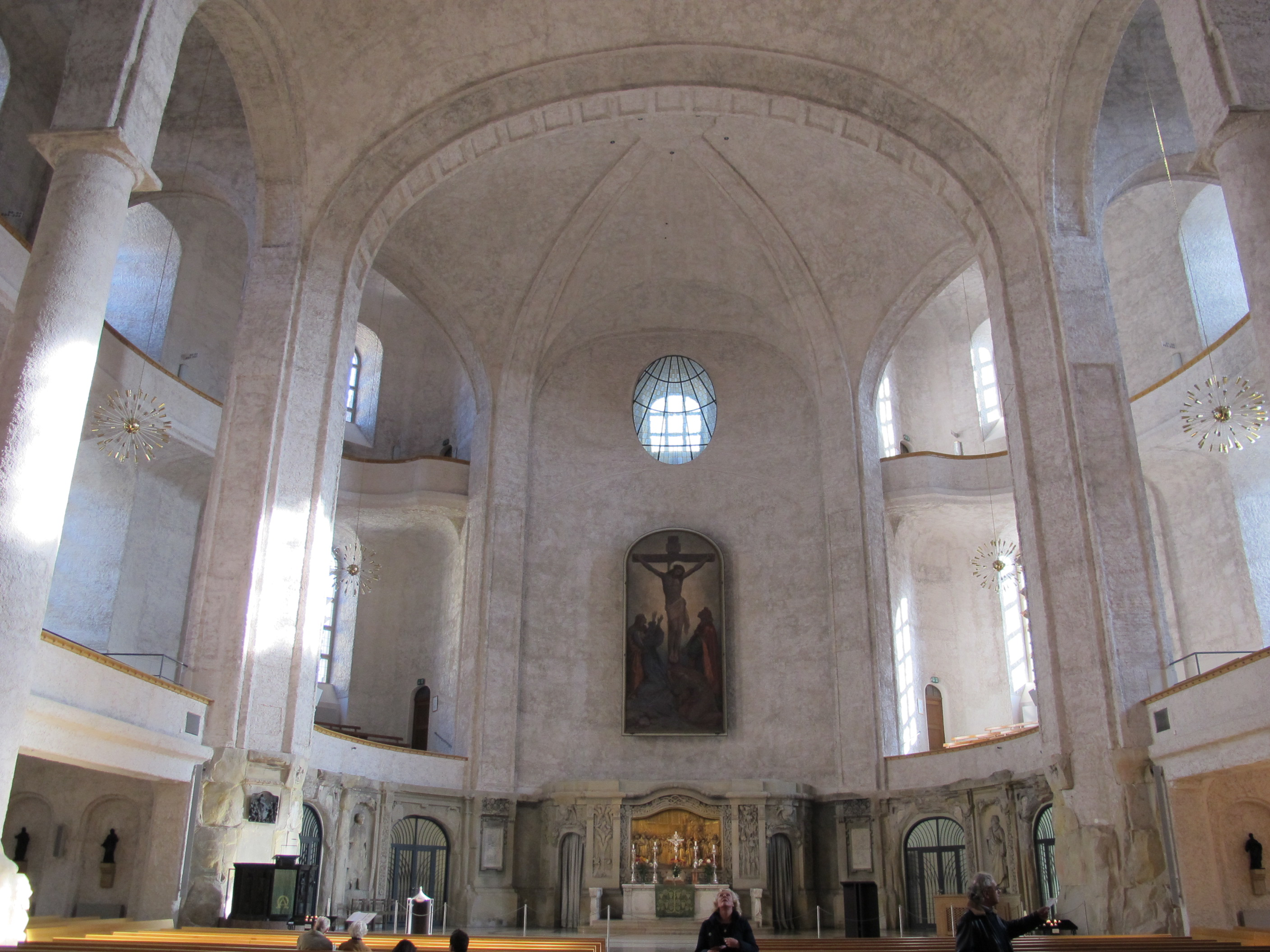
Widok wnętrza bez oryginalnych malowideł i dekoracji sufitowych (2011)
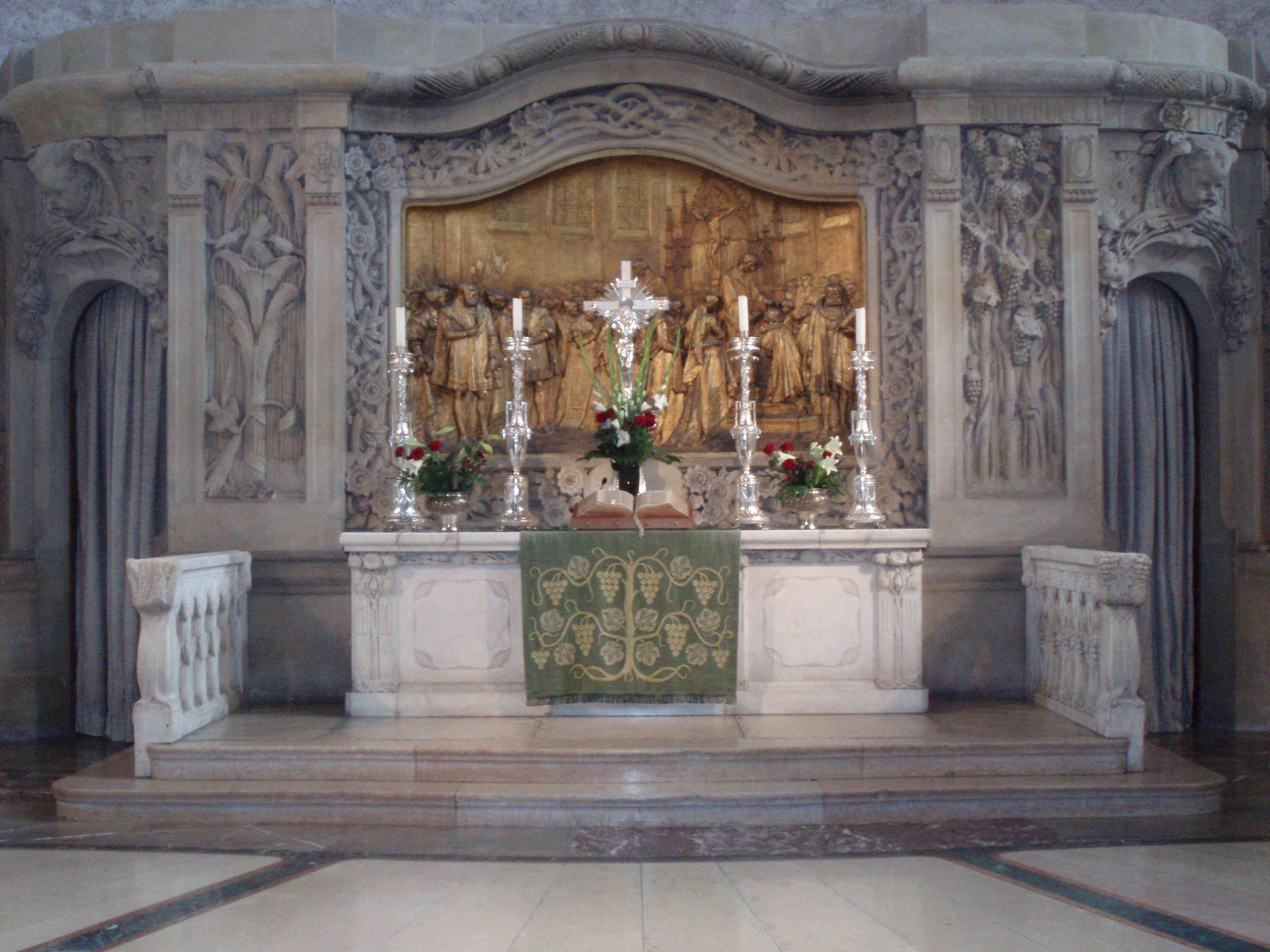
Ołtarz
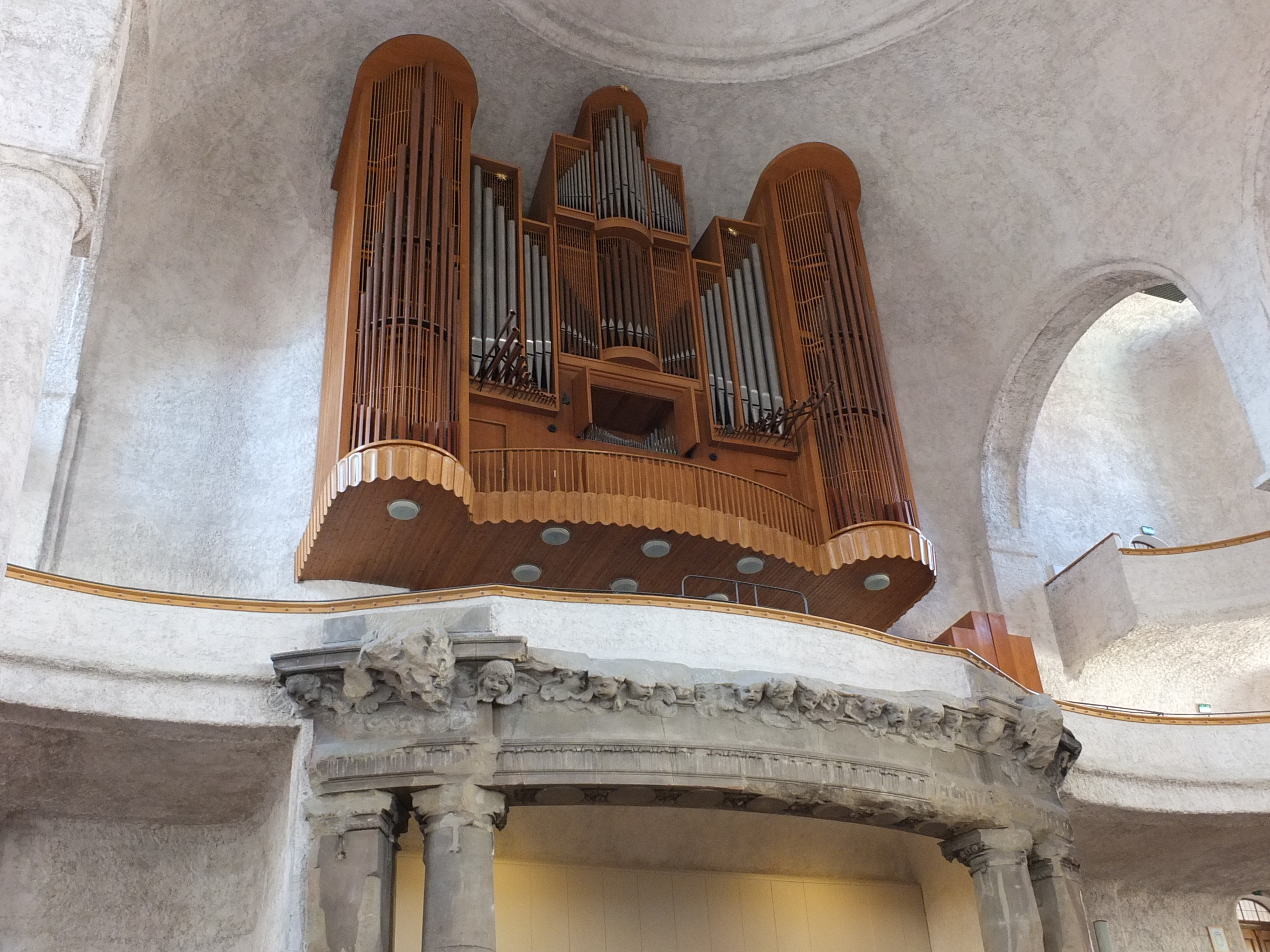
Organy
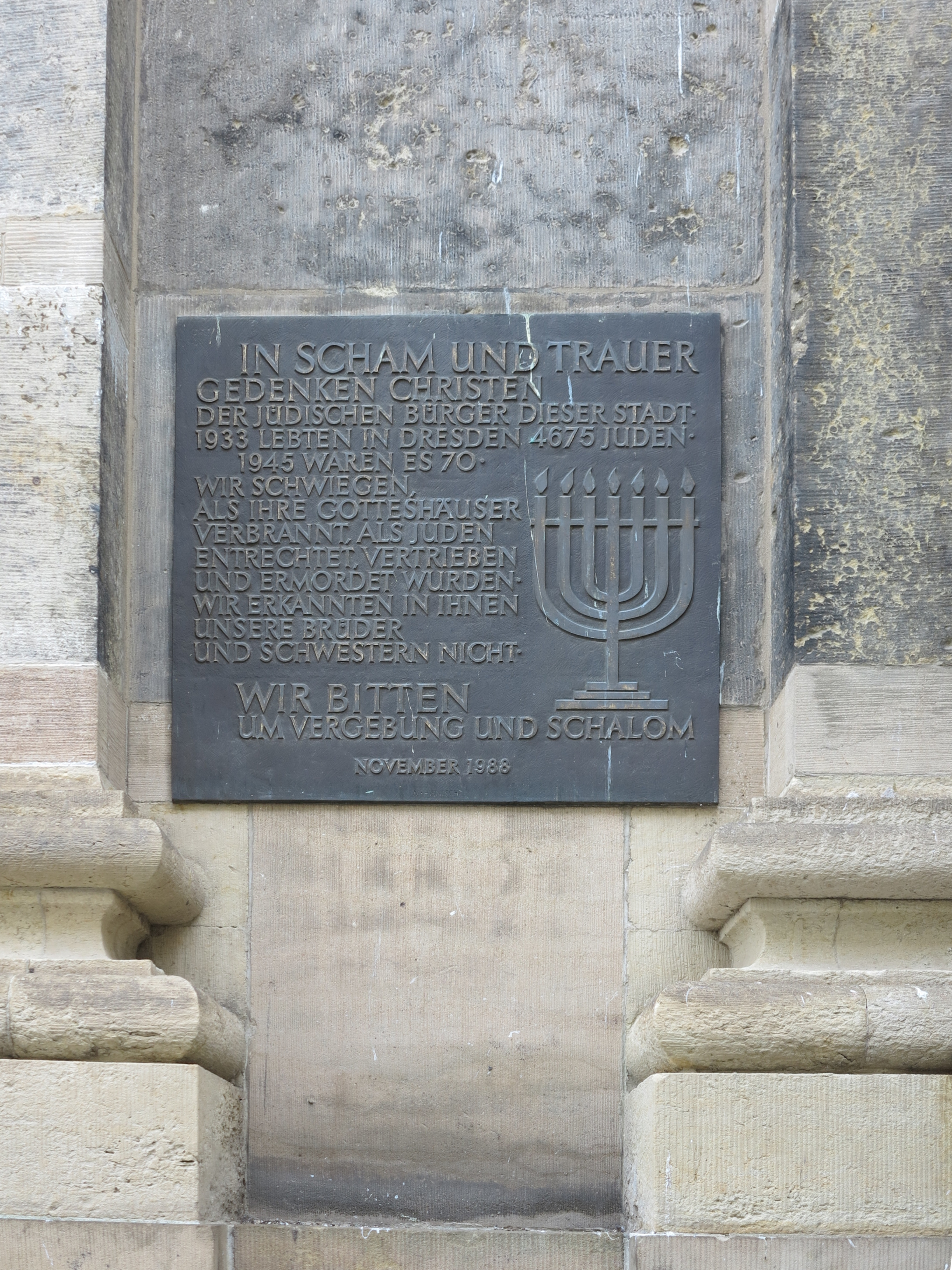
Tablica pamiątkowa z okazji 50.rocznicy Nocy Kryształowej
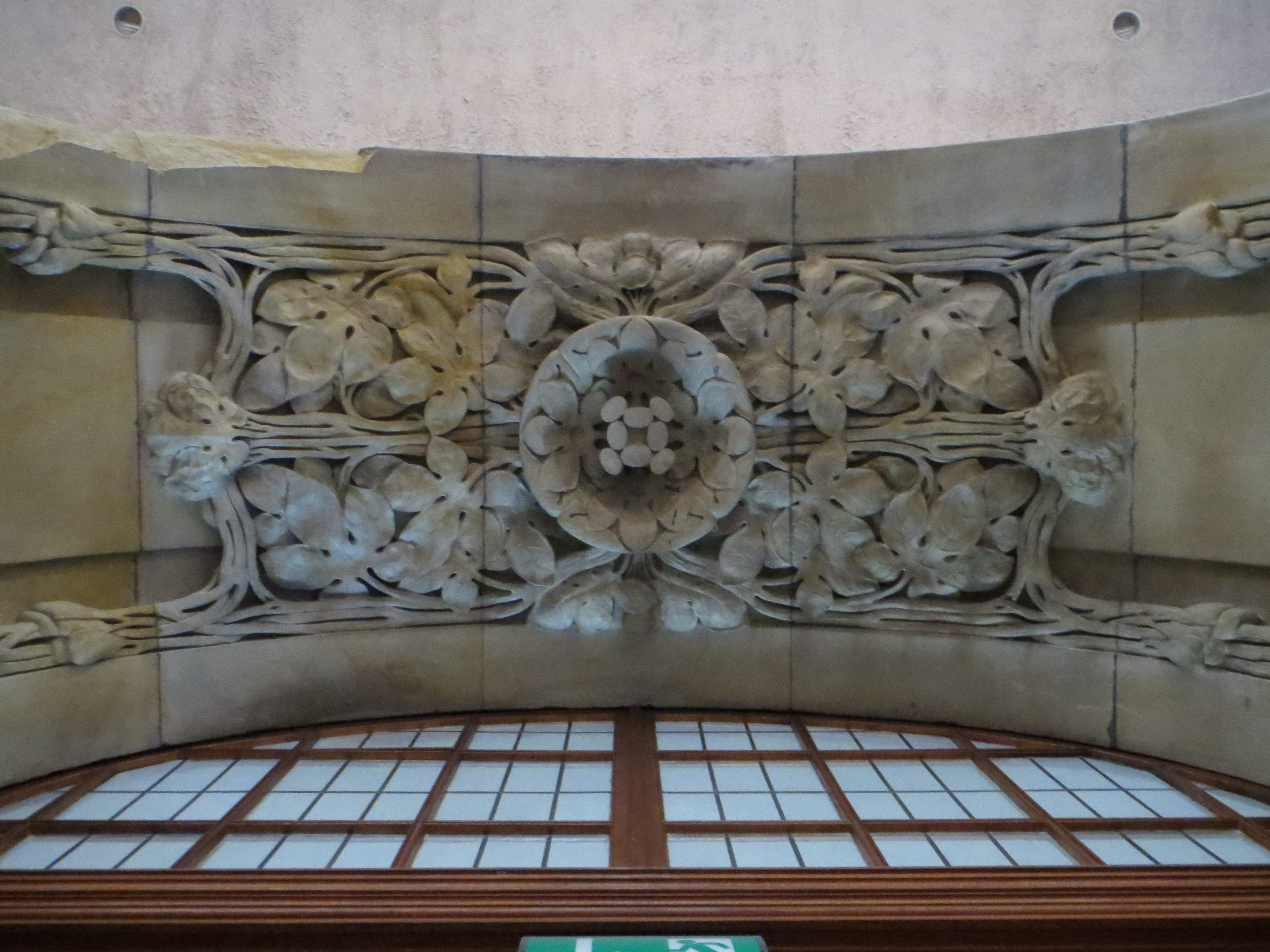
Zachowana secesyjna dekoracja ościeża drzwi